# Malin Persson Giolito
Anna Malin Ulrika Persson Giolito (født 25. september 1969 i Stockholm) er en svensk forfatter og advokat. Hun er datter af forfatteren Leif G.W. Persson.
Persson Giolito skrev den prisvindende bog Størst af alt, som vandt Glasnøglen i 2017. Hun er uddannet jurist fra Uppsala universitet og har arbejdet som advokat for nogle af Nordens største advokatfirmaer.
Persson Giolito bor i Bruxelles med sin familie.